# زیباترین لحظه در زندگی، قسمت ۲
زیباترین لحظه در زندگی، قسمت ۲ (به انگلیسی: The Most Beautiful Moment in Life, Pt. 2؛ به کره‌ای: 화양연화 pt.2؛ به هانجا: 화양연화 pt.2؛ Hwayangyeonhwa pt.2) چهارمین آلبوم چندآهنگهٔ گروه پسرانهٔ کره‌ای بی‌تی‌اس است. این آلبوم در ۳۰ نوامبر ۲۰۱۵ توسط بیگ هیت اینترتینمنت منتشر شد و در دو نسخه و شامل نه قطعه است. تک‌آهنگ لید این آلبوم «Run» است.

## عملکرد تجاری
در ۲۶ نوامبر اعلام شد، پیش‌فروش زیباترین لحظه در زندگی، قسمت ۲ از مرز ۱۵۰٬۰۰۰ کپی گذشت و رکورد پیشین گروه را که از آنِ آلبوم زیباترین لحظه در زندگی، قسمت ۱ بود، شکست. از موزیک ویدئوی «بدو» در ۲۴ ساعت اول پس از انتشار، ۲ میلیون بازدید صورت گرفت و این سریع‌تر رکورد بی‌تی‌اس در این زمینه، تا آن زمان بود. تور زندهٔ ۲۰۱۵ بی‌تی‌اس «زیباترین لحظه در زندگی: روی صحنه»، از ۲۷ تا ۲۹ نوامبر در سئول، در سه شب برای ۱۳٬۵۰۰ طرفدار به روی صحنه رفت و بلیط‌های آن بلافاصله به فروش رسید. کنسرت‌های ژاپن نیز در ۸ و ۹ دسامبر در سالن یوکوهاما، در مقابل ۲۵٬۰۰۰ بیننده برگزار شد و موفقیت مشابهی داشت.
در کرهٔ جنوبی، «بدو» نخستین تک‌آهنگ بی‌تی‌اس بود که در صدر جدول دیجیتال ملون جای گرفت. تمام نه قطعهٔ زیباترین لحظه در زندگی، قسمت ۲ وارد جدول دیجیتال هفتگی گائون شد. فروش این آلبوم در جدول فروش آلبوم‌های هانتو، تنها در هفتهٔ اول به حدود ۹۰٬۰۰۰ کپی رسید. این آلبوم همچنین در صدر جدول هفتگی آلبوم‌های گائون و سپس در صدر جدول ماهانهٔ آلبوم‌های گائون قرار گرفت و به اولین آلبوم بی‌تی‌اس تبدیل شد که به این رتبه دست یافت. زیباترین لحظه در زندگی، قسمت ۲ با فروش تقریبی ۲۷۵٬۰۰۰ کپی، به پنجمین آلبوم پرفروش کرهٔ جنوبی در سال ۲۰۱۵ تبدیل شد.
هشت قطعه از این آلبوم وارد جدول ترانه‌های دیجیتال ملل بیلبورد شد. زیباترین لحظه در زندگی، قسمت ۲ با فروش ۵٬۰۰۰ کپی، در رتبهٔ ۱۷۱ بیلبورد ۲۰۰ قرار گرفت و به اولین حضور گروه در این جدول تبدیل شد. آلبوم همچنین در جداول آلبوم‌های ملل بیلبورد و آلبوم‌های هیت‌سیکر اول شد. بی‌تی‌اس نخستین گروه کی-پاپ بود که آلبومش بیش از یک هفته در صدر جدول آلبوم‌های ملل بیلبورد قرار داشت و در مجموع چهار هفته در این جایگاه بود. این آلبوم در کل ۲۲ هفته در این جدول حضور داشت. زیباترین لحظه در زندگی، قسمت ۲ در فهرست «۱۰ آلبوم برتر کی-پاپ در سال ۲۰۱۵» بیلبورد چهارم شد و در توضیح نویسنده عنوان شد: «قسمت ۲، جایگاه بی‌تی‌اس در عرصهٔ کی-پاپ را قوت بخشید و نه تنها با تک‌آهنگ «بدو» برداشتی عاطفی از هیپ-هاپ را به نمایش گذاشت بلکه ثابت کرد بی‌تی‌اس از پرداختن به موضوعاتی که دیگر هنرمندان کی-پاپ معمولاً از آن اجتناب می‌کنند، هراسی ندارد.»
«بدو» در فهرست «۲۰ ترانهٔ برتر کی-پاپ در سال ۲۰۱۵» بیلبورد، سوم شد. «نهنگ ۵۲» در شمارهٔ ۷ فهرست «۴۰ ترانهٔ ناشناختهٔ برتر کی-پاپ در این دهه تاکنون: انتخاب منتقدین» قرار گرفت.

## فهرست ترانه‌ها
جزئیات برگرفته از ناور است.
| شماره      | نام                         | نویسنده(ها)                                           | تهیه‌کننده(ها)               | مدت   |
| ---------- | --------------------------- | ----------------------------------------------------- | --------------------------- | ----- |
| ۱.         | «مقدمه: بیخیال»             | اسلو ربیت شوگا آر ام جی-هوپ                           | اسلو ربیت                   | ۲:۱۸  |
| ۲.         | «بدو»                       | پی‌داگ «هیت‌من» بنگ آراِم شوگا وی جونگ کوک جی-هوپ        | پی‌داگ                       | ۳:۵۷  |
| ۳.         | «پروانه»                    | «هیت‌من» بنگ اسلو ربیت پی‌داگ برادر سو آراِم شوگا جی-هوپ | پی‌داگ                       | ۴:۰۰  |
| ۴.         | «نهنگ ۵۲»                   | پی‌داگ برادر سو «هیت‌من» بنگ آراِم شوگا جی-هوپ اسلو ربیت | پی‌داگ                       | ۴:۰۴  |
| ۵.         | «شهر من»                    | پی‌داگ «هیت‌من» بنگ آراِم شوگا جی-هوپ                    | پی‌داگ                       | ۴:۱۸  |
| ۶.         | «قاشق نقره‌ای»               | پی‌داگ سوپریم بوی آراِم اسلو ربیت                       | پی‌داگ                       | ۳:۵۴  |
| ۷.         | «اسکیت: یک شب در شهری عجیب» |                                                       | پی‌داگ «هیت‌من» بنگ اسلو ربیت | ۴:۲۵  |
| ۸.         | «برگ‌های پاییزی»             | شوگا اسلو ربیت جونگ‌کوک «هیت‌من» بنگ آراِم جی-هوپ پی‌داگ  | شوگا اسلو ربیت              | ۴:۲۸  |
| ۹.         | «خاتمه: خانهٔ پوشالی»        | اسلو ربیت برادر سو «هیت‌من» بنگ                        | اسلو ربیت                   | ۲:۵۷  |
| مجموع مدت: | مجموع مدت:                  | مجموع مدت:                                            | مجموع مدت:                  | ۳۴:۲۱ |

## جداول
| جدول (۲۰۱۵)                        | بالاترین موقعیت |
| ---------------------------------- | --------------- |
| جدول آلبوم‌های گائون کرهٔ جنوبی      | ۱               |
| جدول آلبوم‌های گائون ۲۰۱۶ کرهٔ جنوبی | ۱               |
| جدول آلبوم‌های اوریکن ژاپن          | ۱۵              |
| بیلبورد ۲۰۰ ایالات متحده           | ۱۷۱             |
| هیت‌سیکرهای برتر ایالات متحده       | ۱               |
| آلبوم‌های مستقل ایالات متحده        | ۹               |
| آلبوم‌های برتر فعلی ایالات متحده    | ۹۸              |
| آلبوم‌های ملل بیلبورد ایالات متحده  | ۱               |

| جدول (۲۰۱۵)                   | بالاترین موقعیت |
| ----------------------------- | --------------- |
| جدول آلبوم‌های گائون کرهٔ جنوبی | ۱               |

| جدول (۲۰۱۵)                       | موقعیت |
| --------------------------------- | ------ |
| آلبوم‌های کرهٔ جنوبی (گائون)        | ۵      |
| جدول (۲۰۱۶)                       | موقعیت |
| آلبوم‌های کرهٔ جنوبی (گائون)        | ۲۱     |
| آلبوم‌های ملل بیلبورد ایالات متحده | ۹      |
| جدول (۲۰۱۷)                       | موقعیت |
| آلبوم‌های کرهٔ جنوبی (گائون)        | ۵۷     |
| جدول (۲۰۱۸)                       | موقعیت |
| آلبوم‌های کرهٔ جنوبی (گائون)        | ۵۷     |
| جدول (۲۰۱۹)                       | موقعیت |
| آلبوم‌های کرهٔ جنوبی (گائون)        | ۶۱     |

| ترانه‌های دیجیتال ملل بیلبورد (۲۰۱۵) | بالاترین موقعیت |
| ----------------------------------- | --------------- |
| «پروانه»                            | ۴               |
| «قاشق نقره‌ای»                       | ۸               |
| «شهر من»                            | ۹               |
| «برگ‌های پاییزی»                     | ۱۰              |
| «خاتمه: خانهٔ پوشالی»                | ۹               |
| «نهنگ ۵۲»                           | ۱۴              |
| «مقدمه: بیخیال»                     | ۱۹              |

| ۱۰۰ آهنگ داغ فیلیپین بیلبورد (۲۰۱۷) | بالاترین موقعیت |
| ----------------------------------- | --------------- |
| «پروانه»                            | ۹۱              |

## فروش
| جدول              | فروش    |
| ----------------- | ------- |
| کرهٔ جنوبی (گائون) | ۶۸۴٬۷۲۸ |
| ایالات متحده      | ۵٬۰۰۰+  |
| ژاپن (اوریکن)     | ۱۴٬۰۵۱+ |

## تاریخچهٔ انتشار
| کشور      | تاریخ          | قالب                 | ناشر                |
| --------- | -------------- | -------------------- | ------------------- |
| کرهٔ جنوبی | ۳۰ نوامبر ۲۰۱۵ | سی‌دی، دانلود دیجیتال | بیگ هیت اینترتینمنت |
| مختلف     | ۳۰ نوامبر ۲۰۱۵ | سی‌دی، دانلود دیجیتال | بیگ هیت اینترتینمنت |

## واژه‌نامه
1. ↑  Intro: Never Mind
2. ↑  Run
3. ↑  Butterfly
4. ↑  Whalien 52
5. ↑  Ma City
6. ↑  Silver Spoon, 뱁새; Baepsae
7. ↑  Skit: One Night in a Strange City
8. ↑  Autumn Leaves, 고엽; Goyeop
9. ↑  Outro: House of Cards